# Greatest Hits (álbum de The Cure)
Greatest Hits é uma coletânea da banda The Cure, lançada a 21 de novembro de 2001.

## Faixas

### Edição da Fiction/Polydor
1. "Boys Don't Cry"
2. "A Forest" (single mix)
3. "Let's Go to Bed"
4. "The Lovecats"
5. "The Caterpillar"
6. "In Between Days"
7. "Close to Me" (single mix)
8. "Why Can't I Be You?"
9. "Just Like Heaven"
10. "Lullaby"
11. "Lovesong"
12. "Pictures of You" (single mix)
13. "Never Enough" (single mix)
14. "High"
15. "Friday I'm in Love"
16. "Mint Car"
17. "Wrong Number"
18. "Cut Here"
19. "Just Say Yes"

### CD Extra
O CD extra contém novas versões gravadas com instrumentos acústicos.
1. "Boys Don't Cry"
2. "A Forest"
3. "Let's Go to Bed"
4. "The Walk"
5. "The Lovecats"
6. "In Between Days"
7. "Close to Me"
8. "Why Can't I Be You?"
9. "Just Like Heaven"
10. "Lullaby"
11. "Lovesong"
12. "Never Enough"
13. "High"
14. "Friday I'm in Love"
15. "Mint Car"
16. "Wrong Number"
17. "Cut Here"
18. "Just Say Yes"

## Créditos
Os créditos seguintes são apenas para o CD extra.
- Robert Smith – voz, guitarra
- Simon Gallup – baixo
- Perry Bamonte – guitarra
- Roger O'Donnell – piano, harmónio
- Jason Cooper – bateria, percussão
- Boris Williams – percussão

## Posição nas paradas musicais
| Parada (2001–2002)                    | Melhor posição |
| ------------------------------------- | -------------- |
| Austrália (ARIA)                      | 27             |
| Áustria (Ö3 Austria Top 40)           | 34             |
| Bélgica (Ultratop Flandres)           | 5              |
| Bélgica (Ultratop Valônia)            | 8              |
| Dinamarca (Hitlisten)                 | 38             |
| Europa (Music & Media)                | 30             |
| Alemanha (Offizielle Deutsche Charts) | 22             |
| Irlanda (IRMA)                        | 11             |
| Itália (FIMI)                         | 30             |
| Noruega (VG-lista)                    | 24             |
| Polónia (ZPAV)                        | 18             |
| Escócia (Official Scottish Albums)    | 47             |
| Espanha (AFYVE)                       | 29             |
| Suécia (Sverigetopplistan)            | 48             |
| Suíça (Schweizer Hitparade)           | 24             |
| Reino Unido (Official Albums Chart)   | 33             |
| Estados Unidos (Billboard 200)        | 58             |

| Parada (2016)        | Melhor posição |
| -------------------- | -------------- |
| Nova Zelândia (RMNZ) | 17             |

| Parada (2017)                       | Melhor posição |
| ----------------------------------- | -------------- |
| Austrália (ARIA)                    | 27             |
| Irlanda (Official Irish Albums)     | 17             |
| Portugal (AFP)                      | 33             |
| Escócia (Official Scottish Albums)  | 58             |
| Reino Unido (Official Albums Chart) | 48             |

| Parada (2019)                       | Melhor posição |
| ----------------------------------- | -------------- |
| Escócia (Official Scottish Albums)  | 21             |
| Reino Unido (Official Albums Chart) | 19             |

| Parada (2017)                | Melhor posição |
| ---------------------------- | -------------- |
| Bélgica (Ultratop Valônia)   | 156            |
| Países Baixos (Dutch Charts) | 110            |
| Irlanda (IRMA)               | 65             |

## Certificações
| Região                                                                                                  | Certificação | Vendas     |
| --- | ------------ | ---------- |
| Argentina (CAPIF)                                                                                       | Platina      | 60 000^    |
| Australia                                                                                               | 2× Platina   | 175 000    |
| Bélgica (BEA)                                                                                           | Ouro         | 25 000*    |
| Alemanha (BVMI)                                                                                         | Platina      | 300 000^   |
| Itália (FIMI)                                                                                           | Ouro         | 50 000*    |
| Reino Unido (BPI)                                                                                       | 3× Platina   | 900,000^   |
| Resumos                                                                                                 |              |            |
| Europa (IFPI)                                                                                           | Platina      | 1 500 000* |
| *números de vendas baseados somente na certificação ^números de vendas baseados somente na certificação |              |            |